# Betondorp

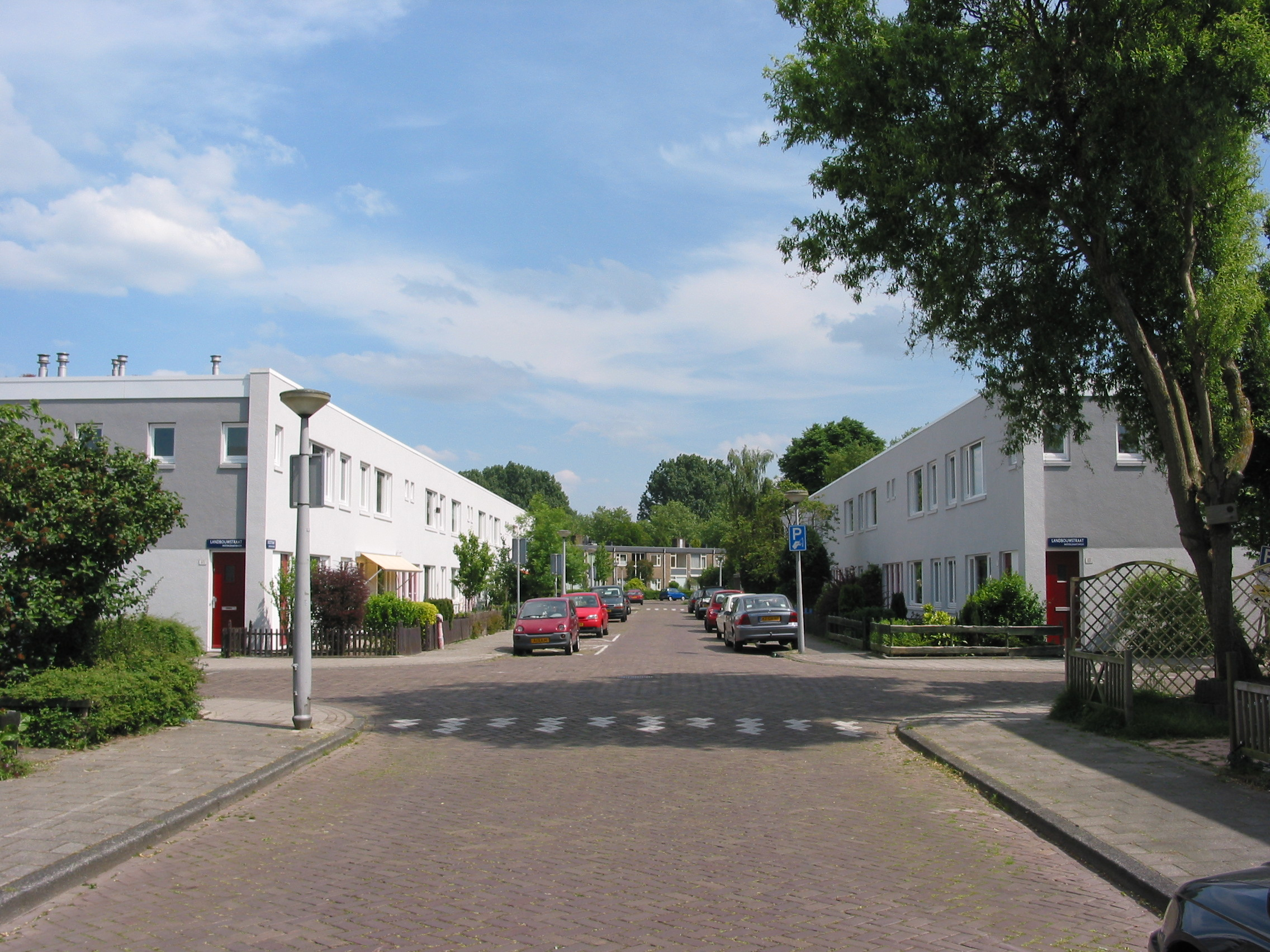
Kreuzung Oogststraat, Landbouwstraat

Betondorp (deutsch Betondorf) ist ein Stadtteil im Bezirk Amsterdam-Oost (Provinz Nordholland) und wurde als Experiment im öffentlichen Wohnungswesen Anfang der 1920er Jahre gebaut. Im Januar 2024 hatte das Viertel 3.010 Einwohner.

## Geschichte
Nach dem Ersten Weltkrieg gab es eine große Wohnungsnot in Amsterdam. Baumaterialien waren teuer und es gab kaum erfahrene Bauarbeiter. So entstand zu dieser Zeit die Idee, Wohnungen aus Beton zu bauen. Im Stadtteil „Tuindorp Watergraafsmeer“, zu dem Betondorp gehörte, wurde ein Teil der Wohnungen aus Backsteinen, und der andere Teil aus Beton gebaut. Zehn Architekten entwarfen 900 Gemeindewohnungen. Die ersten davon konnten Ende 1923 bezogen werden. Das „Dorf“ ist in sternförmiger Weise angelegt mit dem Platz De Brink als Mittelpunkt. Die Gebäude rundum des Platzes stehen unter Denkmalschutz (Rijksmonument). Für 10 Millionen Gulden wurden Anfang der 1970er Jahre 522 Wohnungen gründlich renoviert. Die Straßennamen des Viertels symbolisieren den ländlichen (Dorf-)Charakter, so die „Graanstraat“ (deutsch Getreidestraße), „Oogststraat“ (Erntestraße), „Landbouwstraat“ (Landbaustraße) oder „Veeteeltstraat“ (Viehzuchtstraße).
Am Anfang konnte nicht jeder in Betondorp wohnen. Die Gemeinde vermietete die Wohnungen in erster Linie an Beamte und Arbeiter mit Berufsausbildung. Es gab dort keine Kirchen und keine Gastronomie.
Zu Betondorp gehört das Nachbarschaftsviertel Park de Meer, das 1999 gebaut wurde. Es hatte im Januar 2011 rund 2000 Einwohner, davon 30 % ausländische Bürger. Im Stadtteil befinden sich einige Sportplätze, die Friedhöfe Nieuw Oosterbegraafplaats und De nieuwe Ooster, ein Gemeinschaftshaus für die Bewohner, eine Bibliothek und eine Grundschule.
Bekannte niederländische Persönlichkeiten die in Betondorp geboren oder aufgewachsen sind unter anderem: Johan Cruyff, Ed van der Elsken, Bobby Haarms, Gerard van het Reve, Willeke van Ammelrooy und Leo van Wijk.